# Banque Baring Brothers Sturdza
Die Banque Eric Sturdza SA mit Sitz in Genf ist eine auf die die Vermögensverwaltung und das Private Banking spezialisierte Schweizer Privatbank. Sie beschäftigt rund 65 Mitarbeiter und verwaltet etwa vier Milliarden Schweizer Franken Kundenvermögen.
Das Unternehmen wurde 1969 als Schweizer Tochtergesellschaft der Barings Bank gegründet. Mit der 1995 erfolgten Übernahme der Barings Bank durch die niederländische ING Groep, ging auch die Banque Baring Brothers (Suisse) SA im Besitz der ING-Gruppe über, wobei der Rumäne Eric Sturdza, der die Genfer Filiale seit 1985 leitete, neu mit 30 Prozent mitbeteiligt war. 2005 verkaufte ING ihren 70-prozentigen Anteil an Eric Sturdza, worauf die Bank in Banque Baring Brothers Sturdza SA umbenannt wurde und in der Folge das Management sich an der Bank mitbeteiligte. Im Januar 2016 änderte die Bank ihren Namen in Banque Eric Sturdza.